# Chalcidomorphina argentea
Chalcidomorphina argentea är en tvåvingeart som beskrevs av Mcfadden 1980. Chalcidomorphina argentea ingår i släktet Chalcidomorphina och familjen vapenflugor. Inga underarter finns listade i Catalogue of Life.